# ハイスクール・オーラバスター
『ハイスクール・オーラバスター』（High school aura buster）は、若木未生による日本のライトノベル。1989年12月から2004年7月まで集英社文庫コバルトシリーズ→コバルト文庫（集英社）より刊行された。2011年より版元を移し、『ハイスクール・オーラバスター・リファインド』とシリーズタイトルを変更のうえ、トクマ・ノベルズ（徳間書店）より2011年5月から2021年10月まで刊行された。この間に、イラスト担当は杜真琴→高河ゆん→東冬と交替している。略称は「オーラバスター」、「オーラバ」。2016年2月時点でシリーズ累計発行部数は500万部を記録している。

## 概要
異能を持つ高校生を主人公とし、神の化身とされる〈空の者〉陣営と、鬼とも妖怪とも呼ばれる存在〈妖の者〉陣営との熾烈な戦いを描く長編小説。
ジャンルはコバルトにおいては「学園ファンタジー」として広報されていたが、著者自身には当初よりSFであるとの意識が強かったことがのちに語られている。
1989年の第1作『天使はうまく踊れない』に始まり、2004年までに集英社よりコバルト文庫22冊、四六判上製本1冊が刊行された。また、当時イラストを担当していた漫画家である杜真琴によるコミカライズの連載、イメージアルバムやドラマアルバムといったCDの発売などのメディアミックスが行われた。
1997年よりイラスト担当者を高河ゆんに変更し、同年、高河のイラストに寄せたキャラクターデザインによるOVAが製作され、並行してドラマCDも発売された。
2004年の『オメガの空葬』を最後に、コバルト文庫からの刊行は途絶する。
長期の中断を経て、2011年、徳間書店トクマ・ノベルズより「ハイスクール・オーラバスター・リファインド」とシリーズタイトルを変更して続刊が発売された。「リファインド」は「refined（精製した・磨いた・純化した）」という意味とのこと。イラスト担当者は東冬に変更された。徳間書店で刊行が再開した時点で集英社からの既刊は絶版となっており、2012年、「ハイスクール・オーラバスター 完全版（ビギンズ）」として朝日新聞出版朝日ノベルズより新装版が刊行開始したが、これは売上不振により、紙書籍・電子書籍とも2巻で途絶している。
2018年、集英社からの（四六判を除く）コバルト文庫既刊全巻が、電子書籍として配信された。2021年10月、32年をかけたシリーズの終止符となる最終巻『ハイスクール・オーラバスター・リファインド　最果てに訣す』、短篇集『ハイスクール・オーラバスター外伝集　アンダーワールド・クロニクル』が同時刊行された。後者はシリーズ継続中に自費出版した冊子に書き下ろした短篇などを収録したものとなる。
同人活動においては短篇を書き下ろした冊子のほか、メディアミックス作品のスタッフやオリジナル声優を起用したCDもしばしば制作している。シリーズ継続中に書き下ろされてきた短篇は最終巻と同時刊行した『外伝集』にまとめられたが、その後もイベントペーパーに書き下ろし、また同人誌の発行を予定するなど、今後の可能性も示されている。
また、2011年取得の「斎伽忍」名義のツイッターアカウントでは、主要キャラクターの誕生日などに合わせ不定期になりきりでの読者との交流の機会が設けられているが、こちらの運用も最終巻刊行後も継続されている。
『AGE』で第13回コバルト・ノベル大賞佳作を受賞した若木は授賞式の二次会で前田珠子で談笑を交わす機会があり、その際にそれまで温めていた本作の設定の話をしたところ、前田から「絶対に書きなさい」と言われたことを明かしている。さらに、若木の半年後に同賞（読者大賞）を受賞した桑原水菜も本作を読み「すごく好きです。社交辞令じゃありません」と若木に手紙を送っている。
2024年、佐々木柚奈＋可により『ハイスクール・オーラバスター・エンゲイジ』のタイトルで再漫画化され、『フラコミlike!』（小学館）にて連載されている。

## あらすじ
崎谷亮介が通う私立高稜高校に転校生がやってきた。彼の名前は水沢諒。クラスメイトとなった初対面の亮介に対し、諒は一方的に友人宣言をする。
夜中に他人の家の屋根を渡り歩く妙な癖を持つ諒と関わりはじめたある日、通学中に駅の階段から突然突き落とされた亮介は、謎の美少女・冴子にその怪我を癒され、「狙われてるわよ」と忠告される。後日、画材を買いにデパートへ来た亮介の前に鎧武者の幻影が現れた。着々と追ってくる鎧武者から1人で逃げ惑う亮介を偶然助けてくれたのは、自らを「術者」と称する里見十九郎と和泉希沙良だった。

## 登場人物

### メインキャラクター
声優名がある物はOVAやドラマCDでのキャスト。一部でキャストが異なる場合、OVA版 / ドラマCD版で記載。OVAに登場しないキャストには、括弧書きでCDタイトルを付記（特に注釈がなければ集英社版ドラマCDのもの。キングレコード版は原則的にOVAと同じ）。
崎谷亮介（さきや りょうすけ）
声：結城比呂
本作の主人公。吉祥寺にある私立高陵高校1年生（シリーズ開始時）。1月20日生まれのA型。身長164cm。
作中唯一の中和能力者（オーラバスター）で術者側の切り札的存在。妖力・術力を問わず中和し、無効化できる能力を持つが、自らの意思で制御できない。雑踏の中から知人の放つオーラを感知することが出来るなど、空の者に匹敵するほどの鋭い感覚を持つため、普段は度の入っていない眼鏡で遮断している。ただし、当初は自分が術者であることを知らず、自分だけに見える、妖の者の「影」に襲われた際に十九郎と希沙良に助けられて、初めて術者や空の者・妖の者の存在を知った。
要領がいいため、どの教科もそこそこの成績（強いて挙げるなら理数系が苦手）。内向的で優柔不断な性格ではあったが、その本質は素直で真っすぐ、やや天然な部分も持つ。ある過去から人を無闇に信頼しないようにしていたこともあるが、亜衣に叱責されたことでやめている。特技は絵で、普段から暇を見つけてはスケッチブックにペンを走らせている。『ミレニアムBOOK NEO』収録の「シャドウ・イーター」では、この特技を生かして忍から教わった方法で印坐を捕まえたが、本人曰く「あんな絵を描くのは嫌」。
妖の者との戦いを通して少しずつ精神的な強さを身に着けつつあり、当初は帰宅部だったが、高校2年生の春から美術部に入部する。
1人っ子で、父は会社重役という経済的に恵まれた環境で育つが、現在は実家を出て、諒と2人でアパート暮らしをしている。現在は牙が姿を変えた銀杖『爪牙』を持つ。
水沢諒（みずさわ りょう）
声：菊池正美
ある理由から高陵高校に転入してきた、広島県出身の高校1年生（シリーズ開始時）。8月1日生まれのA型。身長182cm。
忍の命令で妖者退治のため全国の高校を渡り歩く自称・炎の転校生。動の能力の術者で、戦闘時は能力の顕現である光剣・朱雀を用いる。感覚は弱い。
両親と弟妹が1人ずついたが、中学時代に受験勉強のストレスから妖の者に取り憑かれたのが原因で自宅が火事になり、同化する一歩手前で忍に祓われたものの、妹の彩以外の家族を失っている。また、学力的には優等生で通っていたため、基礎学力はそこそこ高く（いわゆる「やればできる子」）、潜入先で妖者のターゲットとなるべく猛勉強したことがある。
忍の命を受けて保護対象である亮介のいる街に引っ越した夜、他所の家の屋根の上を深夜徘徊（本人曰く『夜の散歩』）中に亮介に見つかってしまう。最初の事件の後で亮介の親友となり、東京に帰ってきた時に入れるように「夜は亮介の部屋（※ 2階）の窓を開けておく」という約束を交わした。
和泉希沙良（いずみ きさら）
声：置鮎龍太郎
新宿の都立新宿南高校1年生（シリーズ開始時）。11月29日生まれのO型。身長178cm。
動の能力の術者で、両手に術力を込めて手刀で妖の者と戦う。感覚は弱い。空の者・沙良耶の生まれ変わりだった母・布由江の命と引き換えにして生まれ、さらに母の血筋から術力を唯一受け継いだために、歳の離れた二人の姉たちと折り合いが悪く、その分従兄弟の十九郎母子に大事にされていて、2人には頭が上がらない。また、幼い頃から十九郎に精神的に救われてきたため、彼に依存気味。諒とは最初の出会いが情報不足による敵対状態だったため、馬が合わない。
高校ではテニス部に所属し、ルックスはそこそこ良く、他校の女生徒に憧れられていたりするが、口の悪さと嘘が付けない性格故に付き合っても長続きしないことが多い。しかし、2年進級時のクラスメイトである少女・安曇陽子（あずみ ようこ）とは、彼女がさばさばした男勝りな性格であることもあって、いい友人関係を築いている模様。
『希沙良』の名は忍がつけた。彼の母親である空の者『沙良耶』を『希（のぞ）む』という意味があるらしい。基本的に名前で呼ばれることを嫌うが、十九郎は例外で、天然な部分を持つ亮介には根負けしたため、名前で呼ばれている。
物語の途中で沙良耶の使である雪（すすぎ）に襲われたが、戦いの中で空の者・沙良耶の子であることを認められ、右手を守る掌鈷「雪火」（せっか）に姿を変えた事で、呼びかけに応じて術力が強化されるようになった。
里見十九郎（さとみ じゅうきゅうろう）
声：岩永哲哉
立川にある私立祥英高校2年生（シリーズ開始時）。9月26日生まれのA型。身長173cm。
希沙良の母方の従兄で静の能力の術者。結界による防御と発火能力に優れる。結界を応用して相手の身動きを封じることも可能。術者の中では亮介に次いで感覚が鋭い。視力はやや低く、授業中のみ眼鏡をかけている描写がある。
進学校として有名な祥英高校内でも学力・内申ともにトップクラスを誇る秀才で、大抵穏やかな物腰を崩さず、料理が得意。しかし亜衣に「男の人としてはとても優良物件なんですけど、恋愛感情でつきあったら大変でしょうね」と評されているほど、その性格は複雑。ただし、希沙良に対しては割と甘い。
2年時に生徒会副会長を務めており、現生徒会会長で友人でもある西城の独断処理を度々フォローする。なお、希沙良には生徒会室直通の電話回線のナンバーを教えていて、度々私用でその電話を使っているが、西城のフォローなどで後輩の尊敬を集めているため、特に何も言われない。
個人での移動にはバイクを使うことが多く、『セイレーンの聖母』ではヤマハ250Rに乗っているが、妖の者との戦闘などで度々壊しているらしく、「シャドウ・イーター」において、希沙良に「また壊してんのかよ」と言われている（当時の愛車はカワサキ・ZZR250）。
父親は有名な建設会社の社長であり、その19番目の子供である（希沙良によれば、父親には本妻との子供の他に、引き取った子供と家庭の外に作った子供を合わせて「23人子供がいる」らしい）。その父親は、「血縁関係で後継者を決めない」と宣言しており、後継候補の1人である十九郎を度々仕事に引っ張り込んでいる。
『永遠の娘』辺りから、自身の術力の限界が近いことを悟っていたが、『オメガの空葬』において、『セイレーンの聖母』から因縁のある幻将・皓を退かせることに何とか成功。その代償として完全に術力を失い、戦列を離れざるを得なくなったが、後にどういうわけが幻将・晧と手を組む。
七瀬冴子（ななせ さえこ）
声：久川綾 / 天野由梨（『天使はうまく踊れない』） / 折笠愛（『セイレーンの聖母』、『迷える羊に愛の手を』、『十字架の少女』）
高校1年生（シリーズ開始時）。1月21日生まれのB型。身長166cm。
ウェービーヘアのお嬢様系美少女。忍の命令で諒と共に全国の高校を渡り歩いている。静の能力の術者で、妖気を取り込み中和分解する他、他者の怪我を癒す力を持つ。希沙良や諒には、その能力から人間救急箱と呼ばれることも。感覚は鋭い方。
忍の実妹だが、本家ではより濃い血を残すため婚約者として扱われている。切り取った少女の髪を使って下僕を生み出すという妖の者「髪切り魔」に狙われたため、忍の術で仮死状態にされたことがある。
亮介には「お嬢様喋りに違和感がない」、亜衣には「黙ってれば完全無欠な美女っぽいのに、つきあってると天然ボケが多くて可愛い」と評された。諒とは基本的に口論が絶えないが、実は彼に想いを寄せており、大変嫉妬深い。
ある事情から『オーラバスター・インテグラル ファウスト解体』にも少しだけ登場している。
神原亜衣（かんばら あい）
声：橘ひかり / 水谷優子（『天使はうまく踊れない』）
高陵高校1年生（シリーズ開始時）。11月18日生まれのAB型。身長154cm。
亮介のクラスメイトで、亮介が密かに憧れていた少女。体操部所属のクラス委員で優等生（特に理数系が得意）。学年では影の有名人。
ポニーテールがトレードマークであり、やや近寄りがたい凛とした印象の美少女だが、結構負けず嫌いな性格。好みの男の子は「あまり身長が高くなくて、頭がよさそうな文学青年」で、亮介は「理想のカタマリ」だったらしい。芯がしっかりした、希沙良曰く「いい女」。
亮介が中和能力者として覚醒した一件に巻き込まれたことで、術者たちと知り合う。また、この一件で亮介と恋仲に。一般人ながら亮介たちの事情を知る数少ない存在で、冴子とは親友と言っていい関係を築いている。
斎伽忍（さいが しのぶ）
声：子安武人
大学生兼ファッション誌専属モデル（ただし、現在は写真に写らないこともあるため、モデルは休業中）。5月2日（伽羅王としての誕生日は5月30日）生まれのB型。身長176cm。
19歳（シリーズ開始時）にして、現在の斎伽一族の長であり、空者総帥・伽羅王の転生した姿。希沙良の名付け親でもある。「斎伽」の名は空者や術者を輩出してきた一族の総称であり、本名は七瀬忍。冴子には割と甘い。
延命のため妖の者の核（玉）を度々口にするが、そのペースが落ちているためか体の腐食が進んでおり、現在は肉体がいつ滅びるか分からない状態らしい。
『オーラバスター・インテグラル』シリーズでは、何故か三島灯（みしま アカリ）と名乗り、眼鏡をかけて顔を隠し、大抵は身体にあっていないコートなどを着ている。また、何の縁か、他者の精神世界に引きずられやすい主人公には、口癖のように「気をつけて」と警告する。
牙（きば）
声：関智一
伽羅王の使。『十字架の少女』の事件で覚醒したが、当初記憶喪失の状態だった。諒の妹・彩との精神的な交流を経て記憶を取り戻した。普段は青年の姿をしているが、変幻自在で女性や黒猫などの姿を取ることも。本来の姿は伽羅王が携える剣「羅生」。

### 空の者
伽羅王（からおう）
空者方の総帥。先に転生復活した九那妃の後を追って、斎伽忍として現世に転生した。「使」は牙。剣は「天冥の剣・羅生」。「鈷」は「爪牙」。
九那妃（くなき）
空者総帥・伽羅王の妃であったが、一族を裏切り、妖者方の総帥となる。「使」は蘭。剣は「九央」。
九百年前の大戦時に伽羅王によって封じられていたが、再び現世に転生復活した。
沙良耶（さらや）
斎伽忍、九那妃よりも先に転生していた空の者。「使」は雪。剣は「闘舞の剣・沙煌」。「鈷」は「氷心の鈷・雪火」。現世での名は和泉布由江（いずみ ふゆえ）。十九郎の母・夏江の妹。
空の者ではなく人として生きることを選んだ為、長生きできないことを承知の上で妖の者の核である「玉」を糧とすることを拒んだ。妖の者を食わないことは自らの命を縮める行為であり、希沙良を出産して間もなく亡くなった。
白狼王（はくろうおう）
CD『REUNION-0』特装版に付属する冊子『THE PROPHETS』の短編に登場する空者。
かつての大戦時は少年に宿っており、沙良耶が倒れ輪廻の輪に還っていった際、彼女の使である雪をあえて現世に残した人物。
竜岐王（りゅうぎおう）
既に封じられている空者。「使」は朱。「剣」の名は不明。諒の持つ「朱雀」が彼の「鈷」ではないかと（名称のルール性から）推測される。
月篠（つきしの）
既に封じられている空者。「使」は青。剣は「安慈の剣・虎月」。この剣を冴子が一時的に使った（斎伽の純血ゆえか、月篠の器の為かは不明）。
無前王（むぜんおう）
妖者方がその存在を知らない空者。封じられても目覚めてもいないものと思われる。「使」は零。その他は不明だが、中和能力者である可能性が高い。

### 妖の者
雷将・勝呂（らいしょう・すぐろ）
声：井上和彦
妖者三忌将の一人。転生復活した九那妃をめぐって、斎伽忍（伽羅王）と激しい争いを繰り広げる。鷹木文彦という男と同化して社会にまぎれている。配下からは「雷王」と呼ばれることもある。
炎将・剡司（えんしょう・せんし）
声：真殿光昭 / 松本保典（オリジナルアルバム『D-X 天冥の剣』）
妖者三忌将の一人。三忌将の中で最も若々しく、苛烈な気性の持ち主。「炎王」の異名も持つ。配下達は「若」と呼ぶことが多い。
幻将・皓（げんしょう・こう）
声：根谷美智子 / 水原リン（『セイレーンの聖母』）
妖者三忌将の紅一点。幻覚と歌によって人を惑わす力を持つ。里見十九郎に恋慕にも似た激しい執着心を抱いている。浜口マキという女と同化して社会にまぎれている。配下達は「皓主」と呼ぶ。
氷将・透河（ひしょう・とうが）、銀将・安椎（ぎんしょう・あづち）
過去の戦いにおいて妖者を率いていた将。戦場で率いる軍が形勢不利になる場面が描写されたが、戦う場面は直接描かれていない。両者とも既に倒されている。
影将・蒔生（えいしょう・まき）
過去の戦いにおいて滅せられた将の1人。「シャドウ・イーター」に名前だけ登場。仕掛け蟲「印坐」を持っていた。
印坐は作中で「自走式の染み」「ゴ（キブリ）」と表現される黒い蟲。人間の足元に落ちる影からその人間に侵入し、乗っ取った挙句皮一枚を残して中身を食ってしまう。しかし誰にでも侵入するというわけではなく、忍は心の中に抱えた闇が多い人間を好むと推測した。
主亡き後、何らかの方法で封じられていたはずなのだが、作中で何故か活動をはじめ、術者たちの行動範囲内で大量の死者を出した。術者たちを苦戦させるが、最後は忍からある方法を教わった亮介の手で封じられる。
華将（かしょう）
名は不明。既に倒されている。
蝉里（せんり） ※ 正式な表記は「蝉」の旧字体を使用。
声：千葉耕市
『天使はうまく踊れない』に登場。亜衣を狙う宮倉の欲望につけこみ、同化して乗っ取った。その上で未熟な術者である亮介の身体と力を狙う。
真名（まな）
声：夏樹リオ
皓の配下。『セイレーンの聖母』に登場。前髪を上げて後ろで一くくりにした女。光剣を使う。初期の妖者としては強者の部類に入る。
志季（しき）
皓の配下。『セイレーンの聖母』に登場。真名とともに十九郎を狙う。ショートボブの女。波妖気と呼ばれる妖気の弾を使う。自らの姿を変える能力を持っており、十九郎や冴子に化けて術者たちをおびき出そうとした。波妖気の強さは、感覚の弱い希沙良が重傷を負い、一時意識不明に陥るほど。
頼珂（らいか）
声：一条和矢
『十字架の少女』に登場。彩を狙って黒犬の姿で牙に接近し対峙するが、内心では長い時を生き続けることに飽いており、一方的に攻撃を受けて消滅した。
山口美夜（やまぐち みや）
声：伊藤美紀
『迷える羊に愛の手を』に登場。妖者としては弱い部類であり、人の命ではなく記憶を食うことで生きながらえている。
進学校の教師として、成績優秀な生徒の記憶（学習成果）を食べていたが、諒に倒される。
華実（かざね）
皓の配下。戦闘向きの能力を持つ中級ないし上級の妖者。
弥峨（みが）
声: 麻見順子 / 天野由梨（オリジナルアルバム『D-X 天冥の剣』）
剡司の忠実な僕だが、中堅レベルの実力。若い女の髪を一房切り落とす「髪切り魔」の正体。切り取った髪を持ち主そっくりの人形に加工して操る力を持っている。光剣を使用できるが、防御力は弱い。
硝乃（しょうの）
皓の忠実な僕。かつての大戦時に封印されなかった妖の者や、宿主を見つけることができず衰退した妖の者の残骸とも呼べる欠片が集まって新たな姿と名前を得る形で生まれた、割と若い妖の者。
一種の結界である鏡を生成し、人を惑わす能力を持ち、その能力を応用して晧の歌を具現化、東京の空に“蓋”を作り、空の者とその血に連なる術者たちを“天”から分断した。
孟爺（もうじい）
剡司の配下。
理林（りりん）
剡司の配下。犬笛使い。

### その他
里見夏江（さとみ なつえ）
声：一城みゆ希（『セイレーンの聖母』）
十九郎の母で初登場時45歳。未婚の母でありながら、女手一つで息子を育てた気丈な女性。料亭の女将を務める。空の者・沙良耶の転生者・和泉布由江の実姉でもある。以前は十九郎と似た様な静の術者としての力を宿していた。術力がなくなって以降も鋭い感覚を残し、体に浴びてしまった妖力を散らす事ができる（冴子のように浄化はできない）。
八木沢晶子（やぎさわ しょうこ）
声: 白鳥由里（『セイレーンの聖母』）
都立新宿南高校在学で、希沙良の同級生。軟式テニス部所属。希沙良とは4ヶ月間付き合っていたが、献身的に世話を焼きすぎたため束縛を嫌った彼に振られてしまった。しばらくの間は希沙良に未練を抱いていたが、過去を断ち切るために長く伸ばしたふわふわとした髪を短くカットした。
水沢彩（みずさわ あや）
声：夏樹リオ（『十字架の少女』、オリジナルアルバム『D-X 天冥の剣』、キングレコード版ドラマCD『烙印の翼』）
諒の妹。中学3年生。2年前の火事で両親と小学生の弟を失い、以来心を閉ざしてしまう。そのためかあまり他人と喋らない。現在は祖父母と共に広島の実家で暮らしている。
『十字架の少女』では、牙と精神的な交流を重ね、人間の器を欲した頼珂にその身を狙われた。また亮介は不意に彼女の精神に同調し、過去の出来事らしきものを夢として見ている。以降度々登場。
術者としての素質の有無は不明（忍ですら「未知数」と評する）だが、度々術者たちの危機を感知するなど、勘の鋭い一面も。亮介は彼女を見て、「忍さんみたいに周りの空気が澄んでいる」と評した。実は使にとって「巫女」たりえる能力を持ち、『天の聖痕』では実体を顕現できない沙良耶の使・雪の魂をその身に一時的に宿すことすらやってのけた。
小此木優佳（おこのぎゆうか）
『見えざる玩具』に登場。進学校夏期講習で希沙良と出会った少女。
宮倉（みやくら）
声：菅原正志
『天使はうまく踊れない』に登場。高陵高校2年生。長身でがっちりした体格の持ち主。亜衣を手に入れたいという欲望を持ったがために妖の者につけこまれる。
大月雄二（おおつき ゆうじ）
声：緑川光
『迷える羊に愛の手を』に登場。諒が進学校に転校したときのクラスメイト。眼鏡の似合う頭の良さそうな委員長タイプの少年。妖者のターゲットにされる。
深田充（ふかだ みつる）
声：石田彰
『迷える羊に愛の手を』に登場。大月雄二と同様のクラスメイト。大月とはテストの順位を競い合うライバル。教師に呼ばれた大月を尾行し、偶然彼が教師の姿をした妖者の手に落ちる様を見てしまったことで、その記憶を食われる。
早水奈緒（はやみ なお）
声：麻見順子（『迷える羊に愛の手を』）
『アニバーサリー』に登場。清苑女子学園高等部1年6組の生徒。妖の者に狙われており、その気配に気づいた十九郎・希沙良と出会う。護衛と称して放課後の行動を共にするようになった希沙良に好意を持つが、その感情の乱れから妖の者に付け入られてしまい、ギリギリのところで希沙良と十九郎に祓われた。
麻生和浩（あそう かずひろ）
声：保志総一朗（『迷える羊に愛の手を』）
『アニバーサリー』に登場。祥英高校生徒会の現副会長で、十九郎の後輩。会長である西城の独断に悩まされる。
松田瑞穂（まつだ みずほ）
『炎獄のディアーナ』に登場。高陵高校一年生・美術部員で、亮介の後輩に当たる。亮介を妖者側に引き込むための人質にされた。
工藤珈織（くどう かおる）
声：篠原恵美
六本木にあるテレビ局・CBSの新人リポーター。斎伽忍にまつわる謎について、独自に取材しようとしていたが、その過程で九那妃として覚醒。
咸月陣（みなづき じん）
声：中村大樹（オリジナルアルバム『D-X 天冥の剣』）
斎伽一族に仕える道者四人衆の筆頭。
明石川耕宇（あかしがわ こうう）
声：森川智之（オリジナルアルバム『D-X 天冥の剣』）
道者四人衆の1人。
不破武人（ふわ たけひと）
声：中原茂（オリジナルアルバム『D-X 天冥の剣』）
道者四人衆の1人。6月6日生まれ。
遠野一真（とおの かずま）
声：石田彰（オリジナルアルバム『D-X 天冥の剣』）
高校3年生。道者四人衆の末席。現在は術力を失っているが、希沙良に似た能力を持っていたらしい。十九郎への執着が強く、希沙良に敵愾心を抱いている。
咸月呉葉（みなづき くれは）
道者四人衆筆頭・咸月陣の実妹。一族の長である忍の命に背いた十九郎に制裁を加えるべく、独断で彼を拉致するが、度重なる出来事で十九郎の真摯さに打たれ、拉致したことを後悔し始める。
蘭（らん）
声：榊原良子（オリジナルアルバム『D-X 天冥の剣』）
九那妃の使。基本的に女性の姿を取る。九百年前の大戦時に伽羅王と戦い、顔の左半分に深い傷を負ってしまったため、髪で隠している。本来の姿は九那妃の剣「九央」。　
南都紗也香（みなと さやか）
声：氷上恭子（キングレコード版ドラマCD『來訪者』）
ごく平凡な女性。たまたま乗っていた電車に術力の結界によって閉じ込められ、さらには交際していた恋人とのすれ違いによる苦悩と自身の心の弱さにより、妖者に憑かれてしまう。
西城敦（さいじょう あつし）
声：真殿光昭（同人CD版）
私立祥英高校3年の生徒会長。十九郎とは同級生にして親友。学業と並行してバンド活動をやっている。ライブの日と委員会が被った時などに委員会を中止にしてしまうことがあり、2年の頃に副会長を務めていたことがある十九郎が、一部の委員へのフォローに回ることもある。
バンドつながりで「TAMAGGO」の2人とも顔見知り。また女友達の一人が新宿南高に通っている。
鳴木喬士（なるき たかし）
『オーラバスター・インテグラル』の主人公。忍（三島アカリ）と同じ大学に通う学生で、ごく稀に短編の依頼が来る程度の小説家でもある（『ファウスト解体』、『天の聖痕』収録の「鏡と、踊れ」では大学を退学し、職業作家になった後）。
人や妖の者の精神世界に入り込みやすく、その度に奇妙な経験をしては忍に引き戻されている。
須貝日和（すがい ひより）
『天の聖痕』より登場。羽原硅と『TAMAGGO』というユニットを組んで活動する、女子高生の路上ミュージシャン。珪からは「ヒヨリ」あるいは「ヒヨ」と呼ばれる。
羽原硅（はねはら けい）
『天の聖痕』より登場。須貝日和の相方として活動する、女子高生の路上ミュージシャン。日和を含めた周囲から「ハネ」と呼ばれる。実は枝分かれして薄まったため術者でこそないが斎伽一族の末裔であり、彼女らの歌が晧の策に利用された。

## 関連用語
空の者（くうのもの）
選ばれた血統（斎伽一族）のみに生まれ、神の化身とされる存在。総勢13名いることが『天の聖痕 the rebellion』で明らかになった。強大な力を持つがゆえに人間としては概して短命であるが、妖の者の核を食らい、その力を取り込むことで延命できる。時代が下ると共に、空の者を輩出する血統は次々に失われていき、現存する空者は伽羅王と九那妃の二人のみとされている。
忍によれば、世界を作った“天”によって妖の者を討滅するべく人界に送り込まれた存在で、その血筋は常に“天”の監視下にあるらしい。
転生者には誕生日がふたつ、本人のそれと空の者としてのそれが存在する（例：忍は5月2日と30日）。
妖の者（ようのもの）
古来より、鬼とも妖怪とも呼ばれてきた魔性のものたち。意識体のみの存在であるため、人に憑依することで生きながらえている。忍によれば、世界を作った“天”が人間の強大化を懸念して最初に人界に送り込んだ存在。だが、妖の者が強大化したため、弱体化するべく空の者が送り込まれることとなった。その意味では空の者とは同じ“天”から生まれた兄弟であり、対照的な存在である。
通常、普通の人間の弱さに付け込んで憑依し、その意識を乗っ取って同化するが、秘められた力の使い方を知らない未覚醒の術者を見つけると、同化して力を奪い取るためターゲットにすることもある。
空の者から離反した九那妃を首領に、特に強い力を持つ8名が彼女によって制定された八忌将として仲間達をまとめていたが、そのうちの3人（＝三忌将）とその配下の一部を残し、大半は滅せられてしまった。空の者や術者に倒されると、その力の核が「玉」という翡翠に似た緑色の宝石のようなものへ姿を変える。
術者（じゅつしゃ）
斎伽一族に生まれた能力者。能力の質の違いから、それぞれ「動の術者」「静の術者」に大別される。年齢と共に能力は次第に衰えていき、術者としての力を失ってしまう（感覚は残る）。力を失ってしまった術者は「道者（どうじゃ）」と呼ばれる。
かつて妖者方の総帥・九那妃を封印したことによって一応戦いが決着したこともあって、空の者を輩出する血統が枝分かれし、その血が薄まっているため、まるで先祖返りのように、何も下積みのない状態で突如術者として覚醒する、亮介や諒のような人間もいる。なお、里見家は夏江・布由江姉妹の母親（希沙良や十九郎の祖母）が直系の斎伽一族である（そのため、希沙良は自分と十九郎を「クォーター」と表現した）。
空者の糧となる妖者を空者のもとへ贄として届けるという使命を帯びており、通常“天”の監視下にあるため暴走することはないが、『天の聖痕 the rebellion』において“天”と空の者が分断されたため、斎伽一族の血を多少なりとも引いていれば術者でなくともその遺伝因子により、強い感情を覚えることで普通の人を妖の者と誤認して異界へ飛ばしてしまう。
使（つかい）
空の者の従者。人や動物など、さまざまな姿を取ることが出来るが、本来の姿は空の者がその強大な力を物質化し顕現させた武器である。空の者とは一心同体というべき存在で、空の者が輪廻に還るとその使も消失、主が転生し、その存在を思い出すまで覚醒することはない（沙良耶の使である雪は、例外的に空者・白狼王の力で生存）。

## 既刊一覧

### 小説
- 若木未生（著）・杜真琴（イラスト、「荊姫」まで）・高河ゆん（イラスト、「烈光の女神 1」以降） 『ハイスクール・オーラバスター』 集英社〈集英社文庫コバルトシリーズ→コバルト文庫〉、全22巻
  1. 「天使はうまく踊れない」1989年12月10日第1刷発行（12月1日発売[15]）、ISBN 4-08-611362-7
  2. 「セイレーンの聖母」1990年3月10日第1刷発行（3月2日発売[16]）、ISBN 4-08-611395-3
  3. 「十字架の少女」1990年8月10日第1刷発行（8月3日発売[17]）、ISBN 4-08-611443-7
  4. 「迷える羊に愛の手を」1990年11月10日第1刷発行（11月2日発売[18]）、ISBN 4-08-611474-7
  5. 「炎獄のディアーナ 前編」1991年5月10日第1刷発行（5月2日発売[19]）、ISBN 4-08-611531-X
  6. 「炎獄のディアーナ 後編」1991年8月10日第1刷発行（8月2日発売[20]）、ISBN 4-08-611558-1
  7. 「天冥の剣 1」1992年9月10日第1刷発行（9月3日発売[21]）、ISBN 4-08-611675-8
  8. 「天冥の剣 2」1993年2月10日第1刷発行（2月3日発売[22]）、ISBN 4-08-611721-5
  9. 「天冥の剣 3」1993年6月10日第1刷発行（6月3日発売[23]）、ISBN 4-08-611752-5
  10. 「天冥の剣 4」1993年10月10日第1刷発行（10月1日発売[24]）、ISBN 4-08-611782-7
  11. 「星を堕すもの 前編」1995年6月10日第1刷発行（6月2日発売[25]）、ISBN 4-08-614077-2
  12. 「星を堕すもの 後編」1995年10月10日第1刷発行（10月3日発売[26]）、ISBN 4-08-614115-9
  13. 「アーケイディア」1996年8月10日第1刷発行（7月25日発売[27]）、ISBN 4-08-614219-8
  14. 「荊姫」1997年5月10日第1刷発行（4月25日発売[28]）、ISBN 4-08-614313-5
  15. 「烈光の女神 1」1997年12月10日第1刷発行（12月2日発売[29]）、ISBN 4-08-614396-8
  16. 「烈光の女神 2」1998年8月10日第1刷発行（7月24日発売[30]）、ISBN 4-08-614485-9
  17. 「烈光の女神 3」1999年1月10日第1刷発行（1998年12月25日発売[31]）、ISBN 4-08-614527-8
  18. 「烈光の女神 4」2000年1月10日第1刷発行（1999年12月24日発売[32]）、ISBN 4-08-614678-9
  19. 「ヘヴンズ・クライン」2000年8月10日第1刷発行（7月26日発売[33]）、ISBN 4-08-614744-0
  20. 「不滅の王」2002年2月10日第1刷発行（2月1日発売[34]）、ISBN 4-08-600075-X
  21. 「永遠の娘」2002年10月10日第1刷発行（10月3日発売[35]）、ISBN 4-08-600177-2
  22. 「オメガの空葬」2004年8月10日第1刷発行（7月27日発売[36]）、ISBN 4-08-600268-X
- 若木未生（著）・東冬（イラスト） 『ハイスクール・オーラバスター・リファインド』 徳間書店〈トクマ・ノベルズ〉、全4巻
  1. 「天の聖痕 the rebellion」2011年5月18日初版発行、ISBN 978-4-19-850889-0
  2. 「白月の挽歌 the confessor」2015年9月8日初版発行、ISBN 978-4-19-850964-4
  3. 「千夜一夜の魔術師 the magician」2019年10月9日初版発行、ISBN 978-4-19-850986-6
  4. 「最果てに訣す the world」2021年10月30日初版発行、ISBN 978-4-19-850996-5
- 若木未生（著）・東冬（イラスト） 『ハイスクール・オーラバスター外伝集 アンダーワールド・クロニクル under world chronicle』 徳間書店〈トクマ・ノベルズ〉、2021年10月30日初版発行、ISBN 978-4-19-850997-2
- 若木未生（著）・末弥純（イラスト） 『オーラバスター・インテグラル』 徳間書店〈徳間デュアル文庫 / トクマ・ノベルズ〉、全2巻
  1. 「月光人魚」2001年3月初版発行、ISBN 4-19-905046-9
  2. 「ファウスト解体」2011年6月初版発行、ISBN 978-4-19-850891-3

### 小説（完全版）
- 若木未生（著）・東冬（イラスト） 『ハイスクール・オーラバスター 完全版』 朝日新聞出版〈朝日ノベルズ〉、全2巻
  1. 2012年1月30日第1刷発行（1月20日発売[37]）、ISBN 978-4-02-273983-4
    - コバルト文庫版『天使はうまく踊れない』と『セイレーンの聖母』の合本。その他、書き下ろし「見えざる玩具 （前篇）」収録。

  2. 2012年3月30日第1刷発行（3月16日発売[38]）、ISBN 978-4-02-273986-5
    - コバルト文庫版『十字架の少女』と『迷える羊に愛の手を』の合本。書き下ろし「見えざる玩具（後篇）」収録。

### 関連書籍
- 『天使/来撃 HIGHSCHOOL AURABUSTER SPECIAL CRUSHED MIX』1994年12月2日発売[39]、ISBN 4-08-609030-9
  - 集英社から出版された単行本。イラストは杜真琴でピンナップが付いている。
- 『ハイスクール・オーラバスターミレニアムBOOK NEO』2000年12月10日第1刷発行（12月1日発売[40]）、ISBN 4-08-614789-0
  - コバルト文庫。イラストは高河ゆん。巻頭に、本編のカバー絵の一覧や高河ゆんによるイラストギャラリー、これまで製作されてきたグッズの一部を紹介するカラーページがある。その他、各キャラクターへのインタビューや著者へのロングインタビュー、レギュラー声優陣とメディアミックス関係者へのアンケート、『不滅の王』に続く短編「シャドウ・イーター」などが収録されている。

### 漫画

#### 単行本
- 若木未生（原作）・杜真琴（作画） 『ハイスクール・オーラバスター』 白泉社〈花とゆめコミックス〉、全7巻
  1. 「十戒」1993年7月25日初版発行、ISBN 4-592-12391-3
  2. 「天使はうまく踊れない 1」1994年6月25日初版発行、ISBN 4-59-212392-1
    - 「アニバーサリー」収録。

  3. 「天使はうまく踊れない 2」1994年8月25日初版発行、ISBN 4-592-12393-X
    - 「迷える羊に愛の手を」収録。

  4. 「セイレーンの聖母 1」1995年1月初版発行、ISBN 4-592-12394-8
  5. 「セイレーンの聖母 2」1995年4月初版発行、ISBN 4-592-12395-6
    - 「天使墜落」収録。

  6. 「アーケイディア 1」1996年3月初版発行、ISBN 4-592-12396-4
  7. 「アーケイディア 2」1996年9月初版発行、ISBN 4-592-12397-2
- 若木未生（原作）・杜真琴（作画） 『オーラバスター・インテグラル』 白泉社〈花とゆめコミックススペシャル〉、2008年2月初版発行、ISBN 978-4-592-18770-7
- 佐々木柚奈+つぼみ可奈（作画）・若木未生（原作） 『ハイスクール・オーラバスター・エンゲイジ』 小学館〈フラワーコミックス〉、既刊1巻（2025年6月26日現在）
  1. 2025年6月26日発売[41][42]、ISBN 978-4-09-873161-9

#### 文庫版
- 若木未生（原作）・杜真琴（作画） 『ハイスクール・オーラバスター』 白泉社〈白泉社文庫〉、全4巻
  1. 「十戒」2005年3月15日発売[43]、ISBN 4-592-88651-8
  2. 「天使はうまく踊れない」2005年5月13日発売[44]、ISBN 4-592-88652-6
    - コミックス未収録の「黄金時間が見えるまで」収録。

  3. 「セイレーンの聖母」2005年9月15日発売[45]、ISBN 4-592-88653-4
  4. 「アーケイディア」2005年11月15日発売[46]、ISBN 4-592-88654-2

### 関連書籍
- 『白泉社カードギャラリー 杜真琴 ハイスクール・オーラバスター』1995年5月初版発行、ISBN 4-592-72033-4
  - コミック版のポストカードブック。
- 『杜真琴画集 ハイスクール・オーラバスター』1997年5月初版発行、ISBN 4-592-73140-9
  - 文庫やコミックスのカバー絵・モノクロ挿絵からオリジナルアルバムのジャケットまで、イラストを網羅して収録。

## イメージアルバム
すべて、企画・製作はティーアップ。パイオニアLDCから発売。「オーラバスターの世界を音楽で表現してみよう」というコンセプトの元で製作された。
- ハイスクール・オーラバスター オリジナルアルバム （1993年）
- 「ハイスクール・オーラバスター」 オリジナルアルバム2 "END OF SILENCE" （1994年）

一部楽曲の作詞は著者が担当。他の歌詞はK.INOJOが、作曲は本田恭之が担当するが、1枚目のみ西村麻聡も作曲に参加している。なお、ボーカルは2枚共通で参加している本田恭之の他、1枚目には野村義男（同じ曲のギターも担当）、K.INOJOが、2枚目には山本寛太郎、桐生千弘が参加している。
- ハイスクール・オーラバスター オリジナルアルバム D-X 『天冥の剣』（1995年）

ドラマCD風のアルバム。「D-X」は「ドラマティック・ミックス（Dramatic mix）」の意。小説本編『天冥の剣』からいくつかのシーンを抜き出し、ドラマCD風にしたもの。主に前2作に収録された楽曲をBGMに使用するが、一部は再編曲されている他、新曲が1曲だけある。また、収録されているボーカル楽曲2曲は、共に著者が作詞し本田恭之が歌唱しているが、1曲は新曲で、もう1曲は『END OF SILENCE』収録の「END OF SILENCE」のカバー。
- ハイスクール・オーラバスター オリジナルアルバム M-X 16's（1995年）

前作『D-X』のサウンドトラックも兼ねたアルバム。「M-X」は「メロディック・ミックス（Melodic mix）」の意。前作で使用されたBGMの他に、ドラマCDやOVAのレギュラーメンバーである男性声優陣が歌う、各キャラクターのイメージソングも収録されており、その作詞は著者が担当。なおイメージソング5曲のうち、希沙良の「誓約（SAVE YOUR HARDBLADE II）」は、『END OF SILENCE』収録の「SAVE YOUR HARDBLADE」の歌詞とアレンジを改めたもので、同じく忍の「END OF SILENCE」は歌詞はそのままで、アレンジのみを改めたもの。
- Highschool Aurabuster Vocal Collection “Treasures”（1999年）

本田恭之による、上記全てのオリジナルアルバムに収録されているボーカル楽曲からのセレクション。全12曲。

## ドラマCD
集英社CDブック
レギュラー陣の女性キャストが一部異なる（詳細は各キャラクターのキャストを参照）。
- ハイスクール・オーラバスター『天使はうまく踊れない』ポストカード&解説書つきSCD087
- ハイスクール・オーラバスター『セイレーンの聖母』ポストカード&解説書つきSCDO93
- ハイスクール・オーラバスター『迷える羊に愛の手を』ポストカード&解説書つきSCD109

※ 短編『迷える羊に愛の手を』、『アニバーサリー』収録。
- ハイスクール・オーラバスター『十字架の少女』ポストカード&解説書つきSCD127

ハイスクール・オーラバスター（キングレコード）
レギュラー陣キャストはOVA版と同じ。基本的にはOVAからの派生という位置づけ。シリーズ共通の主題歌は米倉千尋の「Crimson of Butterfly」。
また、1枚目には諒の、2枚目には亮介の、3枚目には忍のイメージソングも収録されている。
- ハイスクール・オーラバスター 〜CD-1st vision『來訪者』
- ハイスクール・オーラバスター 〜CD-2nd vision『烙印の翼』SIDE-A<聖痕>
- ハイスクール・オーラバスター 〜CD-3rd vision『烙印の翼』SIDE-B<聖界>

## OVA
ハイスクール・オーラバスター《光の誕生（めざめ）》
1999年にVHS&LDで発売された。全3巻。サウンドトラックも発売され、十九郎と希沙良のイメージソングも収録された。

### スタッフ
- 原作 - 若木未生[13]
- キャラクター原案 - 高河ゆん[13]
- 企画 - ティーアップ[13]
- 監督・演出・絵コンテ - 亀垣一[13]
- アニメーション制作 - O.L.M[13]
- 脚本 - 渡辺麻実  [13]
- キャラクターデザイン・作画監督 - 玉川達文[13]
- 美術監督 - 工藤ただし[13]
- 音楽 - 本田恭之[13]
- 音楽監督 - 藤野貞義[13]
- 音響制作 - クルーズ[13]
- 制作 - ティーアップ[13]

### 主題歌
- オープニングテーマ「Birth of light」
  - 作詞：K.INOJO、作曲、編曲：本田恭之、歌：米倉千尋
- イメージソング「斎歌 -いつきうた-」
  - 作詞：K.INOJO、作曲、編曲：本田恭之、歌：米倉千尋